# 塔基奧 (密蘇里州)
塔基奧（英語：Tarkio）是位於美國密蘇里州艾奇遜縣的城市。

## 人口
根據2020年美國人口普查的數據，塔基奧的面積為3.59平方千米，皆為陸地。當地共有人口1506人，而人口密度為每平方千米419人。